# Culex musarum
Culex musarum är en tvåvingeart som beskrevs av Edwards 1932. Culex musarum ingår i släktet Culex och familjen stickmyggor. Inga underarter finns listade i Catalogue of Life.